# NK Inter Zaprešić
El NK Inter Zaprešić es un club de fútbol de la ciudad de Zaprešić, Croacia. Fue fundado en 1929 y juega sus partidos como local en el Stadion ŠRC Zaprešić. Actualmente juega en la Segunda División de Croacia.

## Historia
El club fue fundado originalmente en 1929 como NK Sava y en 1932 el nombre fue cambiado a NK Jelačić. Tras el final de la Segunda Guerra Mundial pasó a llamarse NK Zaprešić, nombre que mantuvo hasta 1962, cuando se cambió a Jugokeramika, después de su patrocinador principal, una fábrica de cerámica local. Ese mismo año se construyó el estadio del club, SRC Zaprešić.
El primer éxito notable del club fue en la década de 1980 durante la dirección del entrenador Zorislav Srebrić (1984-1989). Hasta ese momento el club había pasado toda su existencia en ligas de menor nivel, pero en 1987 alcanzaron la final de la segunda fase de clasificación para el ascenso a la Segunda Liga Yugoslava (que perdió contra su compatriota croata del Šparta de Beli Manastir). En 1987, fue construida la tribuna este del estadio, que sirvió como una de las sedes de la Universiada de fútbol de verano 1987.
Después de la independencia de Croacia en 1991, el Jugokeramika cambió su nombre a "Inker" (un acrónimo de Industrija keramike, "Industria Cerámica") y el club siguió su ejemplo, adoptando el nombre NK Inker Zaprešić. El club participó en la temporada inaugural del recién creado campeonato croata y terminó cuarto, pero lo más memorable fue su victoria en la Copa de Croacia 1992. El equipo fue dirigido por Ilija Lončarević y entre los jugadores destacados del equipo ganador de la Copa estaban Ivan Cvjetković, Krunoslav Jurčić y Zvonimir Soldo. Aunque esto significaba que Inker se había clasificado para la Recopa de Europa, la UEFA no permitió que los clubes croatas participasen en las competiciones europeas debido a la Guerra de Croacia, por lo que el Inker perdió su oportunidad de participar, por primera vez, en competiciones continentales. Sin embargo, el club tiene tuvo la distinción de jugar el primera amistoso internacional organizado por un club croata desde la independencia de Croacia, un amistoso contra el Sturm Graz en febrero de 1992, y fue también el primer club croata en jugar en el exterior contra el Brighton & Hove Albion de Inglaterra en el verano de 1991.
En los años siguientes las actuaciones del club sufrieron un rápido declive y en 1997 descendió a 2. HNL y en 1999 a 3. HNL. El año 2000 resultó ser un punto de inflexión, y en 2001 ascendió a 2. HNL y en 2003 de nuevo a la primera división tras seis años de ausencia. En 2003, su patrocinador principal de la fábrica de cerámica Inker dejó de financiar el club, por lo que pasó a llamarse de nuevo, Inter Zaprešić.
En la temporada 2004-05 terminaron subcampeones en la liga, que sigue siendo su récord hasta la fecha. La siguiente temporada el Inter finalmente debutó en competiciones europeas, pero fue eliminado por el Estrella Roja, 7-1 en el global de la segunda ronda de clasificación de la Copa de la UEFA 2005-06. El único gol del partido y de la historia del club en la UEFA fue obra de Srđan Pecelj. Los éxitos del Inter entre 2002 y 2005 fue ayudado, en gran parte, por jugadores que fueron cedidos por el Dinamo Zagreb (tales como Luka Modrić, Vedran Ćorluka y Eduardo). Tras regresar estos jugadores al Dinamo, el club vovlió a descender a segunda división en 2006, pero regresó en la temporada 2006-07.
Historial de nombres
- NK Sava (1929–1932)
- NK Jelačić (1932–1945)
- NK Zaprešić (1945–1962)
- NK Jugokeramika (1962–1991)
- NK Inker-Zaprešić (1991–presente)

## Palmarés
- Copa de Croacia: 1

1992

## Participación en competiciones de la UEFA
| Temporada | Torneo   | Ronda             | Club              | Casa | Visita | Global |
| --------- | -------- | ----------------- | ----------------- | ---- | ------ | ------ |
| 2005–06   | UEFA Cup | 2ª Clasificatoria | Red Star Belgrade | 1–3  | 0–4    | 1–7    |

## Jugadores

### Plantel actual
Actualizado el 4 de enero de 2021